# Ilovik (wyspa)
Ilovik – wyspa położona w chorwackiej części Morza Adriatyckiego, na południe od wyspy Lošinj. Jej powierzchnia wynosi 5,508 km² a długość linii brzegowej 14,091 km. Jedyną miejscowością na wyspie jest miasto o takiej samej nazwie. W mieście znajduje się poczta, kantor oraz wiele restauracji.